# Jose Generoso
Jose G. Generoso (19 september 1881 – 12 maart 1959) was een Filipijns politicus en jurist. Hij was afgevaardigde van Manilla van 1916 tot 1922 en senator van 1928 tot 1934. Later werd hij benoemd tot rechter. In de Tweede Wereldoorlog werd hij enige tijd rechter van het Hooggerechtshof van de Filipijnen.

## Biografie
Jose Generoso voltooide een rechtenstudie en was werkzaam als professor in de rechten voordat hij de politiek in ging. In 1916 werd Generoso namens het 2e kiesdistrict van Manilla gekozen in het Filipijns Huis van Afgevaardigden. Bij de verkiezingen van 1919 werd hij herkozen voor de 5e Filipijnse legislatuur. Bij de verkiezingen van 1928 werd Generoso voor een termijn van zes jaar namens het 4e Senaatsdistrict gekozen in de Senaat van de Filipijnen. 
Na zijn termijn in de Senaat was Generoso van 1935 tot 1938 technisch assistent en speciaal adviseur voor de Filipijnse president Manuel Quezon. In 1938 volgde een benoeming tot rechter van het Court of Industrial Relations. Gedurende de Tweede Wereldoorlog werd Generoso voor enige tijd aangesteld als rechter van het Hooggerechtshof van de Filipijnen.
Generoso overleed in 1959 op 77-jarige leeftijd.